# Élections cantonales de 1992 dans le Gers
Les élections cantonales ont eu lieu les 22 et 29 mars 1992.
Lors de ces élections, 16 des 31 cantons du Gers ont été renouvelés. Elles ont vu la reconduction de la majorité RPR dirigée par Yves Rispat, succédant à Jean-Pierre Joseph président socialiste du conseil général depuis 1982.

## Résultats à l’échelle du département
Répartition départementale des résultats (2e tour).
- PCF (2,7 %)
- PS (27,75 %)
- Majorité (12,97 %)
- RPR (7,73 %)
- UDF (14,42 %)
- DVD (34,42 %)

| Étiquette      | Étiquette                          | Premier tour | Premier tour | Second tour | Second tour | Sièges |
| Étiquette      | Étiquette                          | Voix         | %            | Voix        | %           | Sièges |
| -------------- | ---------------------------------- | ------------ | ------------ | ----------- | ----------- | ------ |
|                | Parti socialiste                   | 10 198       | 22,75        | 8 391       | 27,75       | 2      |
|                | Parti communiste français          | 4 785        | 10,68        | 818         | 2,70        | 1      |
|                | Majorité présidentielle            | 4 102        | 9,15         | 3 924       | 12,97       | 0      |
|                | Extrême gauche                     | 392          | 0,87         |             |             |        |
| Gauche         | Gauche                             | 19 477       | 43,45        | 13 133      | 43,42       | 3      |
|                |                                    |              |              |             |             |        |
|                | Divers droite                      | 11 152       | 24,88        | 10 409      | 34,42       | 6      |
|                | Union pour la démocratie française | 6 164        | 13,75        | 4 362       | 14,42       | 5      |
|                | Rassemblement pour la République   | 3 266        | 7,29         | 2 339       | 7,73        | 2      |
|                | Front national                     | 2 948        | 6,58         |             |             |        |
|                | Extrême droite                     | 45           | 0,10         |             |             |        |
| Droite         | Droite                             | 23 575       | 52,60        | 17 110      | 56,57       | 13     |
|                |                                    |              |              |             |             |        |
|                | Les Verts                          | 1 770        | 3,95         |             |             |        |
|                |                                    |              |              |             |             |        |
| Inscrits       | Inscrits                           | 62 578       | 100,00       | 43 857      | 100,00      |        |
| Abstention     | Abstention                         | 14 940       | 23,87        | 11 692      | 26,66       |        |
| Votants        | Votants                            | 47 638       | 76,13        | 32 165      | 73,34       |        |
| Blancs et nuls | Blancs et nuls                     | 2 816        | 5,91         | 1 922       | 5,98        |        |
| Exprimés       | Exprimés                           | 44 822       | 94,09        | 30 243      | 94,02       |        |

## Résultats par canton

### Canton d'Auch-Nord-Est
| Candidats      | Candidats         | Étiquette      | Premier tour | Premier tour | Second tour | Second tour |
| Candidats      | Candidats         | Étiquette      | Voix         | %            | Voix        | %           |
| -------------- | ----------------- | -------------- | ------------ | ------------ | ----------- | ----------- |
|                | Alain Duffourg    | UDF            | 1 355        | 41,16        | 1 803       | 58,73       |
|                | Alain Sorbadère*  | PS             | 1 012        | 30,74        | 1 267       | 41,27       |
|                | Jacques Guareschi | FN             | 313          | 9,51         |             |             |
|                | Humbert Buttet De | Verts          | 294          | 8,93         |             |             |
|                | Jean-Michel Maria | PCF            | 172          | 5,22         |             |             |
|                | Jean Falco        | EXG            | 146          | 4,43         |             |             |
|                |                   |                |              |              |             |             |
| Inscrits       | Inscrits          | Inscrits       | 4 824        | 100,00       | 4 824       | 100,00      |
| Abstention     | Abstention        | Abstention     | 1 318        | 27,32        | 1 554       | 32,21       |
| Votants        | Votants           | Votants        | 3 506        | 72,68        | 3 270       | 67,79       |
| Blancs et nuls | Blancs et nuls    | Blancs et nuls | 214          | 6,10         | 200         | 6,12        |
| Exprimés       | Exprimés          | Exprimés       | 3 292        | 93,90        | 3 070       | 93,88       |

*sortant

### Canton d'Auch-Nord-Ouest
| Candidats      | Candidats           | Étiquette      | Premier tour | Premier tour | Second tour | Second tour |
| Candidats      | Candidats           | Étiquette      | Voix         | %            | Voix        | %           |
| -------------- | ------------------- | -------------- | ------------ | ------------ | ----------- | ----------- |
|                | Jacques Brussiau    | RPR            | 1 415        | 32,34        | 2 339       | 61,02       |
|                | Claude Bourdil*     | PS             | 988          | 22,58        | 1 494       | 38,98       |
|                | Danielle Arrieu     | Verts          | 472          | 10,79        |             |             |
|                | Francois Pelletan   | FN             | 423          | 9,67         |             |             |
|                | Christian Courtade  | PCF            | 349          | 7,98         |             |             |
|                | Henri Santisteva    | UDF            | 337          | 7,70         |             |             |
|                | Jean-Manuel Fullana | EXG            | 246          | 5,62         |             |             |
|                | Francis Lepoittevin | DVD            | 145          | 3,31         |             |             |
|                |                     |                |              |              |             |             |
| Inscrits       | Inscrits            | Inscrits       | 6 585        | 100,00       | 6 585       | 100,00      |
| Abstention     | Abstention          | Abstention     | 1 878        | 28,52        | 2 286       | 34,72       |
| Votants        | Votants             | Votants        | 4 707        | 71,48        | 4 299       | 65,28       |
| Blancs et nuls | Blancs et nuls      | Blancs et nuls | 332          | 7,05         | 466         | 10,84       |
| Exprimés       | Exprimés            | Exprimés       | 4 375        | 92,95        | 3 833       | 89,16       |

*sortant

### Canton de Cazaubon
| Candidats      | Candidats         | Étiquette      | Premier tour | Premier tour | Second tour | Second tour |
| Candidats      | Candidats         | Étiquette      | Voix         | %            | Voix        | %           |
| -------------- | ----------------- | -------------- | ------------ | ------------ | ----------- | ----------- |
|                | Claude Sainrapt   | UDF            | 958          | 34,53        | 1 533       | 57,18       |
|                | Christian Bianchi | PS             | 908          | 32,73        | 1 148       | 42,82       |
|                | Paul Cardona      | RPR            | 442          | 15,93        | Retrait     | Retrait     |
|                | Michel Laporte    | FN             | 176          | 6,34         |             |             |
|                | Marius Gardes     | PS             | 160          | 5,77         |             |             |
|                | Jean Carcy        | PCF            | 130          | 4,69         |             |             |
|                |                   |                |              |              |             |             |
| Inscrits       | Inscrits          | Inscrits       | 3 934        | 100,00       | 3 934       | 100,00      |
| Abstention     | Abstention        | Abstention     | 975          | 24,78        | 1 070       | 27,20       |
| Votants        | Votants           | Votants        | 2 959        | 75,22        | 2 864       | 72,80       |
| Blancs et nuls | Blancs et nuls    | Blancs et nuls | 185          | 6,25         | 183         | 6,39        |
| Exprimés       | Exprimés          | Exprimés       | 2 774        | 93,75        | 2 681       | 93,61       |

### Canton de Cologne
| Candidats      | Candidats         | Étiquette      | Premier tour | Premier tour |
| Candidats      | Candidats         | Étiquette      | Voix         | %            |
| -------------- | ----------------- | -------------- | ------------ | ------------ |
|                | Max Laborie*      | UDF            | 902          | 65,22        |
|                | Jean Dupouy       | PS             | 339          | 24,51        |
|                | Roger Ribon       | FN             | 80           | 5,78         |
|                | Gabriel Casadesus | PCF            | 62           | 4,48         |
|                |                   |                |              |              |
| Inscrits       | Inscrits          | Inscrits       | 1 935        | 100,00       |
| Abstention     | Abstention        | Abstention     | 449          | 23,20        |
| Votants        | Votants           | Votants        | 1 486        | 76,80        |
| Blancs et nuls | Blancs et nuls    | Blancs et nuls | 103          | 6,93         |
| Exprimés       | Exprimés          | Exprimés       | 1 383        | 93,07        |

*sortant

### Canton de Fleurance
| Candidats      | Candidats          | Étiquette      | Premier tour | Premier tour | Second tour | Second tour |
| Candidats      | Candidats          | Étiquette      | Voix         | %            | Voix        | %           |
| -------------- | ------------------ | -------------- | ------------ | ------------ | ----------- | ----------- |
|                | Pierre Combedouzon | DVD            | 2 480        | 44,30        | 3 154       | 56,48       |
|                | Claude Gallardo*   | PS             | 2 005        | 35,82        | 2 430       | 43,52       |
|                | Claude Arrieu      | Verts          | 411          | 7,34         |             |             |
|                | Robert Doazan      | FN             | 385          | 6,88         |             |             |
|                | Roland Schmit      | PCF            | 317          | 5,66         |             |             |
|                |                    |                |              |              |             |             |
| Inscrits       | Inscrits           | Inscrits       | 7 364        | 100,00       | 7 364       | 100,00      |
| Abstention     | Abstention         | Abstention     | 1 500        | 20,37        | 1 488       | 20,21       |
| Votants        | Votants            | Votants        | 5 864        | 79,63        | 5 876       | 79,79       |
| Blancs et nuls | Blancs et nuls     | Blancs et nuls | 266          | 4,54         | 292         | 4,97        |
| Exprimés       | Exprimés           | Exprimés       | 5 598        | 95,46        | 5 584       | 95,03       |

*sortant

### Canton de Jegun
| Candidats      | Candidats         | Étiquette      | Premier tour | Premier tour | Second tour | Second tour |
| Candidats      | Candidats         | Étiquette      | Voix         | %            | Voix        | %           |
| -------------- | ----------------- | -------------- | ------------ | ------------ | ----------- | ----------- |
|                | Henri Soumadieu*  | UDF            | 662          | 34,81        | 1 026       | 59,14       |
|                | Guy Dugros        | RPR            | 421          | 22,13        | Retrait     | Retrait     |
|                | Philippe Monello  | PS             | 417          | 21,92        | 709         | 40,86       |
|                | Marcel Courtiol   | Verts          | 176          | 9,25         |             |             |
|                | Jean Pelalo       | PCF            | 119          | 6,26         |             |             |
|                | Jean-Marc Lacotte | FN             | 107          | 5,63         |             |             |
|                |                   |                |              |              |             |             |
| Inscrits       | Inscrits          | Inscrits       | 2 486        | 100,00       | 2 486       | 100,00      |
| Abstention     | Abstention        | Abstention     | 480          | 19,31        | 590         | 23,73       |
| Votants        | Votants           | Votants        | 2 006        | 80,69        | 1 896       | 76,27       |
| Blancs et nuls | Blancs et nuls    | Blancs et nuls | 104          | 5,18         | 161         | 8,49        |
| Exprimés       | Exprimés          | Exprimés       | 1 902        | 94,82        | 1 735       | 91,51       |

*sortant

### Canton de Lombez
| Candidats      | Candidats             | Étiquette      | Premier tour | Premier tour |
| Candidats      | Candidats             | Étiquette      | Voix         | %            |
| -------------- | --------------------- | -------------- | ------------ | ------------ |
|                | Jean-Jacques Lassave* | PS             | 1 403        | 50,09        |
|                | René Batiot           | DVD            | 1 058        | 37,77        |
|                | Charles Metin         | FN             | 199          | 7,10         |
|                | Alain Lopez           | PCF            | 141          | 5,03         |
|                |                       |                |              |              |
| Inscrits       | Inscrits              | Inscrits       | 4 131        | 100,00       |
| Abstention     | Abstention            | Abstention     | 1 102        | 26,68        |
| Votants        | Votants               | Votants        | 3 029        | 73,32        |
| Blancs et nuls | Blancs et nuls        | Blancs et nuls | 228          | 7,53         |
| Exprimés       | Exprimés              | Exprimés       | 2 801        | 92,47        |

*sortant

### Canton de Masseube
| Candidats      | Candidats         | Étiquette      | Premier tour | Premier tour |
| Candidats      | Candidats         | Étiquette      | Voix         | %            |
| -------------- | ----------------- | -------------- | ------------ | ------------ |
|                | Joseph Lamothe*   | PCF            | 1 608        | 58,43        |
|                | Bernard Esquirol  | UDF            | 595          | 21,62        |
|                | Emmanuel de Luget | PS             | 333          | 12,10        |
|                | André Abadie      | FN             | 216          | 7,85         |
|                |                   |                |              |              |
| Inscrits       | Inscrits          | Inscrits       | 3 864        | 100,00       |
| Abstention     | Abstention        | Abstention     | 868          | 22,46        |
| Votants        | Votants           | Votants        | 2 996        | 77,54        |
| Blancs et nuls | Blancs et nuls    | Blancs et nuls | 244          | 8,14         |
| Exprimés       | Exprimés          | Exprimés       | 2 752        | 91,86        |

*sortant

### Canton de Miélan
| Candidats      | Candidats       | Étiquette      | Premier tour | Premier tour | Second tour | Second tour |
| Candidats      | Candidats       | Étiquette      | Voix         | %            | Voix        | %           |
| -------------- | --------------- | -------------- | ------------ | ------------ | ----------- | ----------- |
|                | Jean Dours*     | DVD            | 844          | 30,31        | 777         | 27,54       |
|                | Gérard Dabezies | DVD            | 718          | 25,78        | 1 226       | 43,46       |
|                | Gerard Fauque   | PCF            | 463          | 16,62        | 818         | 29,00       |
|                | Jean-Louis Lami | PS             | 347          | 12,46        |             |             |
|                | Philippe Piton  | DVD            | 266          | 9,55         |             |             |
|                | Anne Arsac      | FN             | 147          | 5,28         |             |             |
|                |                 |                |              |              |             |             |
| Inscrits       | Inscrits        | Inscrits       | 4 214        | 100,00       | 4 213       | 100,00      |
| Abstention     | Abstention      | Abstention     | 1 234        | 29,28        | 1 251       | 29,69       |
| Votants        | Votants         | Votants        | 2 980        | 70,72        | 2 962       | 70,31       |
| Blancs et nuls | Blancs et nuls  | Blancs et nuls | 195          | 6,54         | 141         | 4,76        |
| Exprimés       | Exprimés        | Exprimés       | 2 785        | 93,46        | 2 821       | 95,24       |

*sortant

### Canton de Miradoux
| Candidats      | Candidats       | Étiquette      | Premier tour | Premier tour | Second tour | Second tour |
| Candidats      | Candidats       | Étiquette      | Voix         | %            | Voix        | %           |
| -------------- | --------------- | -------------- | ------------ | ------------ | ----------- | ----------- |
|                | André Cochet    | DVD            | 554          | 41,13        | 720         | 55,77       |
|                | Andre Monestes* | PS             | 510          | 37,86        | 571         | 44,23       |
|                | Joël Rambeau    | PCF            | 185          | 13,73        | Retrait     | Retrait     |
|                | Hubert Borg     | FN             | 98           | 7,28         |             |             |
|                |                 |                |              |              |             |             |
| Inscrits       | Inscrits        | Inscrits       | 1 781        | 100,00       | 1 781       | 100,00      |
| Abstention     | Abstention      | Abstention     | 359          | 20,16        | 409         | 22,96       |
| Votants        | Votants         | Votants        | 1 422        | 79,84        | 1 372       | 77,04       |
| Blancs et nuls | Blancs et nuls  | Blancs et nuls | 75           | 5,27         | 81          | 5,90        |
| Exprimés       | Exprimés        | Exprimés       | 1 347        | 94,73        | 1 291       | 94,10       |

*sortant

### Canton de Montréal
| Candidats      | Candidats       | Étiquette      | Premier tour | Premier tour |
| Candidats      | Candidats       | Étiquette      | Voix         | %            |
| -------------- | --------------- | -------------- | ------------ | ------------ |
|                | Gérard Bezerra* | DVD            | 1 762        | 56,42        |
|                | Didier Dupront  | PS             | 924          | 29,59        |
|                | Corentin Mao    | PCF            | 269          | 8,61         |
|                | Alain Ragonnet  | FN             | 168          | 5,38         |
|                |                 |                |              |              |
| Inscrits       | Inscrits        | Inscrits       | 4 103        | 100,00       |
| Abstention     | Abstention      | Abstention     | 838          | 20,42        |
| Votants        | Votants         | Votants        | 3 265        | 79,58        |
| Blancs et nuls | Blancs et nuls  | Blancs et nuls | 142          | 4,35         |
| Exprimés       | Exprimés        | Exprimés       | 3 123        | 95,65        |

*sortant

### Canton de Plaisance
| Candidats      | Candidats               | Étiquette      | Premier tour | Premier tour | Second tour | Second tour |
| Candidats      | Candidats               | Étiquette      | Voix         | %            | Voix        | %           |
| -------------- | ----------------------- | -------------- | ------------ | ------------ | ----------- | ----------- |
|                | Jean-Louis Quéreillahc* | PS             | 972          | 40,17        | 1 144       | 45,02       |
|                | Régis Soubabère         | DVD            | 886          | 36,61        | 1 397       | 54,98       |
|                | Xavier de Cassagnac     | UDF            | 251          | 10,37        |             |             |
|                | Francis Brioudes        | PCF            | 116          | 4,79         |             |             |
|                | Pierre Collongues       | FN             | 108          | 4,46         |             |             |
|                | Albert Morandin         | DVD            | 87           | 3,60         |             |             |
|                |                         |                |              |              |             |             |
| Inscrits       | Inscrits                | Inscrits       | 3 364        | 100,00       | 3 364       | 100,00      |
| Abstention     | Abstention              | Abstention     | 813          | 24,17        | 744         | 22,12       |
| Votants        | Votants                 | Votants        | 2 551        | 75,83        | 2 620       | 77,88       |
| Blancs et nuls | Blancs et nuls          | Blancs et nuls | 131          | 5,14         | 79          | 3,02        |
| Exprimés       | Exprimés                | Exprimés       | 2 420        | 94,86        | 2 541       | 96,98       |

*sortant

### Canton de Riscle
| Candidats      | Candidats            | Étiquette      | Premier tour | Premier tour | Second tour | Second tour |
| Candidats      | Candidats            | Étiquette      | Voix         | %            | Voix        | %           |
| -------------- | -------------------- | -------------- | ------------ | ------------ | ----------- | ----------- |
|                | Gilles Galabert*     | PS             | 2 020        | 49,53        | 2 340       | 57,37       |
|                | Philippe Gayrin      | DVD            | 1 325        | 32,49        | 1 739       | 42,63       |
|                | Henry Chevallier     | Verts          | 276          | 6,77         |             |             |
|                | Henri de Castelbajac | FN             | 236          | 5,79         |             |             |
|                | Bernard Laffargue    | PCF            | 221          | 5,42         |             |             |
|                |                      |                |              |              |             |             |
| Inscrits       | Inscrits             | Inscrits       | 5 668        | 100,00       | 5 667       | 100,00      |
| Abstention     | Abstention           | Abstention     | 1 374        | 24,24        | 1 434       | 25,30       |
| Votants        | Votants              | Votants        | 4 294        | 75,76        | 4 233       | 74,70       |
| Blancs et nuls | Blancs et nuls       | Blancs et nuls | 216          | 5,03         | 154         | 3,64        |
| Exprimés       | Exprimés             | Exprimés       | 4 078        | 94,97        | 4 079       | 96,36       |

*sortant

### Canton de Saint-Clar
| Candidats      | Candidats           | Étiquette      | Premier tour | Premier tour |
| Candidats      | Candidats           | Étiquette      | Voix         | %            |
| -------------- | ------------------- | -------------- | ------------ | ------------ |
|                | Bernard Cassaignau* | UDF            | 1 104        | 63,63        |
|                | Robert Vasquez      | PS             | 418          | 24,09        |
|                | Jacques Cadeot      | PCF            | 156          | 8,99         |
|                | Lucien Lacotte      | FN             | 57           | 3,29         |
|                |                     |                |              |              |
| Inscrits       | Inscrits            | Inscrits       | 2 413        | 100,00       |
| Abstention     | Abstention          | Abstention     | 560          | 23,21        |
| Votants        | Votants             | Votants        | 1 853        | 76,79        |
| Blancs et nuls | Blancs et nuls      | Blancs et nuls | 118          | 6,37         |
| Exprimés       | Exprimés            | Exprimés       | 1 735        | 93,63        |

*sortant

### Canton de Saramon
| Candidats      | Candidats             | Étiquette      | Premier tour | Premier tour |
| Candidats      | Candidats             | Étiquette      | Voix         | %            |
| -------------- | --------------------- | -------------- | ------------ | ------------ |
|                | Jean-François Tolsau* | RPR            | 988          | 55,32        |
|                | André Laffont         | PS             | 531          | 29,73        |
|                | Henri Chavarot        | Verts          | 141          | 7,89         |
|                | Christian Navarre     | PCF            | 76           | 4,26         |
|                | Michel Mousset        | FN             | 50           | 2,80         |
|                |                       |                |              |              |
| Inscrits       | Inscrits              | Inscrits       | 2 273        | 100,00       |
| Abstention     | Abstention            | Abstention     | 415          | 18,26        |
| Votants        | Votants               | Votants        | 1 858        | 81,74        |
| Blancs et nuls | Blancs et nuls        | Blancs et nuls | 72           | 3,88         |
| Exprimés       | Exprimés              | Exprimés       | 1 786        | 96,12        |

*sortant

### Canton de Valence-sur-Baise
| Candidats      | Candidats         | Étiquette      | Premier tour | Premier tour | Second tour | Second tour |
| Candidats      | Candidats         | Étiquette      | Voix         | %            | Voix        | %           |
| -------------- | ----------------- | -------------- | ------------ | ------------ | ----------- | ----------- |
|                | Guy Philip        | DVD            | 1 027        | 38,45        | 1 396       | 53,53       |
|                | Aubert Garcia*    | PS             | 1 013        | 37,93        | 1 212       | 46,47       |
|                | Paul Caperan      | PCF            | 401          | 15,01        | Retrait     | Retrait     |
|                | Georges Maitre    | FN             | 185          | 6,93         |             |             |
|                | Yvette le Mercier | EXD            | 45           | 1,68         |             |             |
|                |                   |                |              |              |             |             |
| Inscrits       | Inscrits          | Inscrits       | 3 639        | 100,00       | 3 639       | 100,00      |
| Abstention     | Abstention        | Abstention     | 777          | 21,35        | 866         | 23,80       |
| Votants        | Votants           | Votants        | 2 862        | 78,65        | 2 773       | 76,20       |
| Blancs et nuls | Blancs et nuls    | Blancs et nuls | 191          | 6,67         | 165         | 5,95        |
| Exprimés       | Exprimés          | Exprimés       | 2 671        | 93,33        | 2 608       | 94,05       |

*sortant